# مرغ لهستانی
مرغ لهستانی یا پولیش یک نژاد اروپایی از مرغ‌های کاکل‌دار است. منشأ دقیق این نژاد مشخص نیست، اما پرندگانی با ظاهر مشابه در تصاویر قرن هفدهم میلادی در ایتالیا و هلند دیده شده‌اند.
این پرندگان دارای تاجی کوچک به شکل حرف V و کاکلی پرپشت روی سر هستند. آن‌ها بیشتر برای نمایش یا زیبایی نگهداری می‌شوند. انواع ریش‌دار، بدون ریش و فری‌پَر (Frizzle) از این نژاد وجود دارد.